# Долгоруковская улица
Долгору́ковская у́лица (до 1877 года — Новослобо́дская у́лица, в 1924—1992 годах — Каля́евская у́лица) — улица в Тверском районе Центрального административного округа города Москвы. Проходит от Садовой-Триумфальной улицы до Новослободской улицы (пересечение с Весковским переулком и Селезнёвской улицей).

## Происхождение названия
До 1877 года входила в состав Новослободской улицы (часть исторической дороги на Дмитров, см. улица Большая Дмитровка, улица Малая Дмитровка, Дмитровское шоссе). Название происходит от Новой Дмитровской слободы, в середине XVII века слившейся с Сущёвской слободой. В 1653 году в обеих слободах насчитывалось 149 дворов; жители промышляли торговлей и изготовлением телег (см. Садовая-Каретная улица).
В 1877 году вся тогдашняя Новослободская улица была названа Долгоруковской в честь генерал-губернатора Москвы князя В. А. Долгорукова. В 1890 году улицу перепланировали и название «Долгоруковская» оставили за её центральной частью, от Садового кольца до Селезнёвки. В 1924—1992 годах она носила имя революционера И. П. Каляева, убившего в 1905 году московского генерал-губернатора великого князя Сергея Александровича.

## История
В XVIII веке Новослободская улица была застроена только до Селезнёвки, далее начинались поля, давшие название пограничной улице Палихе. В пожар 1812 года слобода выгорела до самой Селезнёвки. Земли были вскоре вновь застроены мелкими дворами, за которыми, в сторону Миусского поля, лежали большие огороды. Сами дворы были узкие по фасаду, но простирались глубоко внутрь кварталов — всего на плане 1850-х годов показано 101 владение по нынешней Долгоруковской. Только в последние два десятилетия XIX века на месте деревянных домиков возникли капитальные каменные дома. В 1880-е была проложена конка, в 1899 на её место пришёл трамвай, в том же году открыт Савёловский вокзал.
В 1904 году во владении 23а, на месте старой Никольской церкви, была выстроена крупная церковь Николая Чудотворца, рассчитанная на 4000 верующих. Здание сохранилось, до 2016 года здесь размещалась киностудия «Союзмультфильм».
В 1990-е годы была проведена «фасадистская» реконструкция двух-трёхэтажной застройки нечётной стороны (дома 9—23). Обширная промзона позади них (между Долгоруковской, улицей Фадеева и Пыховым-Церковным проездом) снесена в 2005—2007 годах. Когда-то здесь находилось трамвайное депо. По чётной стороне, вплоть до дома № 32, историческая застройка сносилась начиная с 1970-х годов. На её месте было построено здание медико-стоматологического института; участок, примыкающий к Садовому кольцу, отдан под строительство многоэтажного офисного здания.

## Примечательные здания
На Долгоруковской улице сохраняется немало дореволюционных зданий. При этом скачок нумерации домов (в видимой части после № 6 идёт сразу № 32, во дворе наличествуют также № 16, 18, 30) примечателен сам по себе.

### По нечётной стороне
- № 5 — жилой дом работников НКИД и НКВТ (1929, 1933—1937, архитекторы А. Куровский, А. Жуков, И. А. Голосов, П. Краузе, П. Терновский)[1]. Дом был построен на средства пайщиков первого и последнего в СССР валютного ЖСК работников наркоматов иностранных дел и внешней торговли. В 1937—1938 годах многие его жители пали жертвами Большого террора. По чиновничьему невежеству в официальных документах дом фигурирует как «Дом НКВД», однако эта случайная замена одной буквы отражает реальные перемены в составе жильцов дома, когда в квартиры арестованных вселялись семьи сотрудников госбезопасности[2]. В народе здание окрестили «Домом вдов». По данным общества «Мемориал» органами НКВД СССР были расстреляны 65 жильцов — все они позднее были реабилитированы «за отсутствием состава преступления». В рамках общественной инициативы «Последний адрес» на доме (на ноябрь 2017) были установлены 14 табличек в память о репрессированных жильцах, в том числе, экономисте и дипломате Д. Г. Штерне.
- № 7 — деловой центр «Садовая Плаза» (1999—2001, архитекторы П. Андреев, В. Ковшель, В. Солонкин)[3].
- № 17 — особняк Е. Ковригиной (1902, архитектор В. И. Мясников). В 1992 году здание было реконструировано компанией «Jastrebac» (Югославия) для регионального представительства компании Hoechst (Проект реконструкции — сербский архитектор Зоран T. Васич).
- № 23, стр. 1 — колокольня и трапезная Никольской церкви в Новой слободе (1904, архитекторы С. Ф. Воскресенский и Н. С. Курдюков).
- № 23а — здание занимает бизнес-центр «Артагон».
- № 25 — киностудия «Союзмультфильм» и Церковь Николая Чудотворца в Новой слободе (1904, архитекторы С. Ф. Воскресенский и Н. С. Курдюков).
- № 25, стр. 1,  памятник архитектуры (вновь выявленный объект)[4] — главный дом городской усадьбы А. А Петрово-Соловово — М. А. Шиллер, одноэтажный деревянный дом дореволюционной постройки (1820-е, 1899) с фрагментом ограды (2-я половина XIX века). В начале XIX века усадьба принадлежала купцу И. Макарову. В 1820-е годы новая владелица Е. П. Палицкая выстроила по линии улицы существующий деревянный главный дом, перестроен в 1899 году. В 1912 году дом заняло Московское епархиальное Братство призрения бесприютных детей. Здесь же работала церковно-приходская школа[5]. Дом фактически брошен, закрыт фальшфасадом, окна заколочены. Существует опасность возникновения пожаров, особо губительных для деревянных домов. Собственник — ООО «Русские отели» — в 2013 году заключил охранное обязательство с планом работ по сохранению памятника до 2018 года. Однако работы не начаты[5]. Согласно планам правительства Москвы на участке № 25, включающем в себя 6 капитальных строений общей площадью чуть менее 1000 м², будет произведено строительство гостиничного корпуса наземной площадью 5 150 м²[6]. Месяц спустя Мосгорнаследие информировало о подготовке микологической экспертизы деревянных конструкций для подготовки проекта первоочередных работ[5]. В январе 2018 года на общественное обсуждение вынесен Акт государственной историко-культурной экспертизы проектной документации по сохранению выявленного объекта культурного наследия «Городская усадьба А. А. Петрово-Соловово — М. А. Шиллер, XIX в. — Главный дом (деревянный), 1820-е гг., 1899 г., — Фрагмент ограды по Долгоруковской ул., 2-я половина XIX в.» по адресу: ул. Долгоруковская, д. 25, стр. 1[7]. Тем не менее, к февралю 2019-го дом полностью демонтировали[8][9].
- № 27 — дом А. Зиберта (1891, архитектор Р. И. Клейн).
- № 29 — доходный дом М. И. Фишера («Долгоруковского товарищества для устройства квартир»; 1913—1914, архитектор В. В. Воейков)[10]. В 1925—1951 годах здесь жил авиаконструктор А. А. Туполев[11], в 1910—1930-х годах — В. А. Трапезников[12].
- № 33—35 — комплекс доходных домов конца XIX века.
- № 53 — дом С. С. Прусакова (1901, архитектор И. Г. Кондратенко).

### По чётной стороне
- № 4 — Российский университет медицины.
- № 32 — двухэтажный дом XIX века.
- № 34 — доходный дом В. И. Ждановского (1898, построен по проекту архитектора П. П. Щёкотова). Здесь жили историк Д. Д. Языков[13], архитекторы И. И. Струков и Н. Д. Поликарпов (кв. № 11)[14].
- № 36 — доходный дом Н. В. Беляева (1909, архитектор Ф. Н. Кольбе). До постройки доходного дома на этом месте стоял небольшой одноэтажный деревянный дом, принадлежавший актрисе Татьяне Любатович. В этом доме проходили репетиции многих оперных спектаклей Московской частной оперы С. И. Мамонтова. В дворовом флигеле дома жил Фёдор Шаляпин[15]
- № 38 — доходный дом (1913, архитектор Н. И. Жерихов, по другим сведениям — М. М. Черкасов).
- № 40 — жилой дом. Здесь жил борец Иван Ярыгин[16]. На задворках дома находится церковь преподобного Пимена Великого.

## Транспорт
- По улице проходят автобусы м40, с543, 447.
- Станции метро  Новослободская и  Менделеевская — в конце улицы.